# Nehézségi erő
A nehézségi erő inerciarendszerben megegyezik a gravitációs erővel. Amennyiben azonban koordináta-rendszerünket valamely égitesthez, például bolygóhoz rögzítjük, amely nem egyenes vonalú egyenletes mozgást végez, akkor ebben az erőtérben más erők is fellépnek, amelyek irányban és nagyságban módosítják az erők eredőjét. Ezen erők eredője maga a nehézségi erő.
A Föld vagy más forgást végző bolygó felszínén például centrifugális erő is fellép (kivéve a sarkokat), ezért itt a nehézségi erőt a gravitációs erő és a centrifugális erő eredője adja.